# Ariake Coliseum
Ariake Coliseum (jap. 有明コロシアム) – wielofunkcyjny obiekt widowiskowo-sportowy w Tokio, stolicy Japonii. Został otwarty 4 kwietnia 1987 roku. Trybuny areny mogą pomieścić 10 000 widzów. Od 1991 roku Ariake Coliseum wyposażone jest w ruchomy dach, który po zasunięciu przykrywa w całości wnętrze obiektu. Arena położona jest na terenie kompleksu tenisowego Ariake Tennis Park i pełni rolę kortu centralnego tego kompleksu. Oprócz zawodów tenisowych obiekt gości również inne imprezy sportowe i pozasportowe. Na obiekcie rozgrywany jest m.in. coroczny turniej tenisowy Japan Open. Ariake Coliseum będzie również gościć zawody tenisowe podczas Letnich Igrzysk Olimpijskich 2020, a także rozgrywki tenisa na wózkach na Letnich Igrzyskach Paraolimpijskich 2020.